# علی بادارا دیا
علی بادارا دیا (انگلیسی: Ali Badara Dia؛ زادهٔ ۱۹۴۱) بازیکن فوتبال اهل گینه بود.
وی همچنین در تیم ملی فوتبال گینه بازی کرده است.